# بی‌وای‌دی اف۶دی‌ام
بی‌وای‌دی اف۶دی‌ام (BYD F۶DM) خودرویی است که در سال‌های ۲۰۰۸تولید شده‌است.